# Colegio Estadounidense de Reumatología
El Colegio Estadounidense de Reumatología o Colegio Americano de Reumatología (en inglés, American College of Rheumatology) (ACR, por sus siglas en inglés) es una organización médica estadounidense integrada por médicos, científicos y otros profesionales de la salud que trabajan en el campo de la reumatología, disciplina de la salud encargada del estudio y tratamiento de las enfermedades músculo-esqueléticas y articulares.
Organiza encuentros científicos, publica dos revistas científicas — Arthritis & Rheumatology (Artritis y Reumatismo) y Arthritis Care & Research (Cuidados e Investigación en Artritis) — y promueve la investigación acerca de las patologías reumatológicas a través de la Fundación de Investigación y Educación, incluido el establecimiento de criterios diagnósticos. Tiene una división, la Asociación de Profesionales de la Salud en Reumatología (Association of Rheumatology Health Professionals), representa a los profesionales de la salud implicados en el campo de la Reumatología que no son médicos.
Actualmente, el presidente del Coelgio es el Dr. Neal S. Birnbaum.